# 第2写真部!!
『第2写真部!!』（だいにしゃしんぶ）は、2009年7月11日公開の日本映画である。

## ストーリー
女子大学というほかには、スポーツや学術研究等これと言って特色が無い創立49年の「霧鳴（きりなり）女子大学」にも少子化の影響が出始めていた。そこで、創立50周年を機に男女共学化へと舵を切るが、定員400名の募集に対して、男子の出願は5人しかいなかった。結局、男子は全員合格になったものの、元は女子大学であったため、男子トイレが全体に1ヶ所しかなかったりと肩身の狭い5人。そんな中、大学での男子の人権を勝ち取るためにという名目で柳沢が第2写真部設立を呼びかけ、他の4人も入部することに。しかし、数日後、大学理事長から写真部を1つにするように指示が出されてしまい、写真部と第2写真部で試合をすることになってしまう。

## キャスト
- 嘉山晃：八神蓮
- 高田勇治：大河元気
- 中谷耕作：中村誠治郎
- 近藤進：根本正勝
- 柳沢清十郎：与座嘉秋
- 鉄川鉄郎：矢柴俊博
- 百村優子：秋山莉奈
- 木下千尋：芳賀優里亜
- 水原氷女：小島可奈子
- 貞村華子：小林恵美
- 勝田高志：浪川大輔
- 霧鳴美四郎：中村英司
- 柴田先生：あだち理絵子
- 黒田先生：田坂公章
- サオリ：三上枝織
- リサエ：鈴木理紗
- アユミ：白永歩美
- ミキ：種田梨沙

## スタッフ
- 監督：松村清秀
- 脚本：ホーム・チーム、松村清秀
- エグゼクティブプロデューサー：藪考樹
- プロデューサー：川端基夫、松村俊輔
- 助監督：山口雄也
- 撮影：押尾英木、武山智則
- 照明：高山喜博、倉持直子
- 録音：甲斐匡
- 製作：第2写真部製作委員会
- 配給：モブキャスト
- 上映時間：110分

## 主題歌
- 「カナリア」／彩冷える